# Les Sincères
Les Sincères est une comédie en un acte et en prose de Marivaux représentée pour la première fois par les Comédiens italiens le 13 janvier 1739 à l’Hôtel de Bourgogne.
Les Sincères, qui furent très applaudis à leur représentation, met en présence deux couples, un maître et sa maîtresse, et un valet et une soubrette. La marquise a la prétention d’aimer la sincérité, mais elle la met à faire aux autres de mauvais compliments, et à n’en vouloir que de bons pour elle, à la condition seulement qu’on les lui jettera à la tête, comme malgré soi. Les louanges la chagrinent, mais elle veut qu’on la loue du chagrin qu’elles lui font. Elle est coquette, mais elle veut que sa femme de chambre elle-même n’ait pas l’air de s’apercevoir de cette coquetterie. Ergaste est son alter ego. Ayant la prétention de passer pour sincère, il tient surtout à ce qu’on le croie tel. Si pour paraître franc, il fallait mentir, il mentirait. Sa passion est d’étonner et de ne ressembler à personne. Il a perdu une fois un procès dont on le laissait juge, rien que pour avoir le plaisir de faire dire qu’il s’était condamné lui-même, car il avait le droit pour lui. 
Sainte-Beuve a donné de grands éloges à ce petit acte, dont il a fait une analyse détaillée.

## Personnages
- La marquise
- Dorante
- Araminte
- Ergaste
- Lisette, suivante de la marquise
- Frontin, valet d’Ergaste

## L’intrigue
La marquise, le cœur affadi des douceurs que vient de lui débiter Dorante, arrive pour chercher un refuge auprès d’Ergaste. Le monde n’est rempli que de flatteurs ; elle n’a trouvé en toute sa vie qu’un homme sincère, lui, et pas une femme. — J’en connais une, moi. — Qui donc ? — Vous. Pour démontrer sa sincérité, la marquise s’amuse à crayonner les portraits de ceux qu’elle quitte. Suit une série de portraits réalistes, fort piquants et surtout bien malveillants. Tant que la sincérité d’Ergaste et de la marquise ne s’exerce qu’aux dépens d’autrui, ils s’entendent à merveille, mais tout change dès qu’eux-mêmes sont en jeu. Ergaste vient de dire à la marquise qu’il l’aime. — Je vous crois, répond-elle. N’avez-vous jamais rien aimé plus que moi ? Non, passe pour autant, une fois en ma vie, croit-il pouvoir répondre. La marquise est déjà un peu blessée ; elle lui pose une question insidieuse : laquelle de nous vaut le mieux, de celle que vous aimiez ou de moi ? — Mais ce sont des grâces différentes : elle en avoit infiniment. — C’est-à-dire un peu plus que moi ? — Ma foi, je serois fort embarrassé de décider là-dessus. — Et moi, je me prononce. Votre incertitude décide. Comptez aussi que vous l’aimiez mieux que moi. La conversation se prolonge sur ce ton en s’aigrissant toujours, surtout lorsque la comparaison se prend à des noms propres. Araminte a de la beauté, dit Ergaste, mais vous plaisez plus qu’elle. — Franchement, vous êtes un mauvais connaisseur. — Je réponds de la sincérité de mes sentiments, je n’en garantis pas la justesse. — À la bonne heure ; mais quand on a le goût faux, c’est une triste qualité d’être sincère. Ergaste se fâche à son tour et se rejette vers Araminte. La marquise, de son côté, se rapproche de Dorante, à condition qu’il lui dira aussi ses défauts. Dorante obéit, mais les défauts qu’il lui reproche sont de véritables qualités, de sorte que ces reproches deviennent une habile flatterie. Ainsi la marquise finit par épouser Dorante, qu’elle prétendait ne pouvoir souffrir, et Ergaste épouse Araminte.

## Source
- Jean Fleury, Marivaux et le marivaudage, Paris, Plon, 1881, p. 114-7